# Rue Alexandre-Cabanel
La rue Alexandre-Cabanel est une voie du 15e arrondissement de Paris. 

## Situation et accès
Cette rue a la particularité de former un U autour des squares Cambronne et Garibaldi, avec des habitations seulement côté extérieur du U.
Le quartier est desservi par la ligne 6 à la station Cambronne.

## Origine du nom

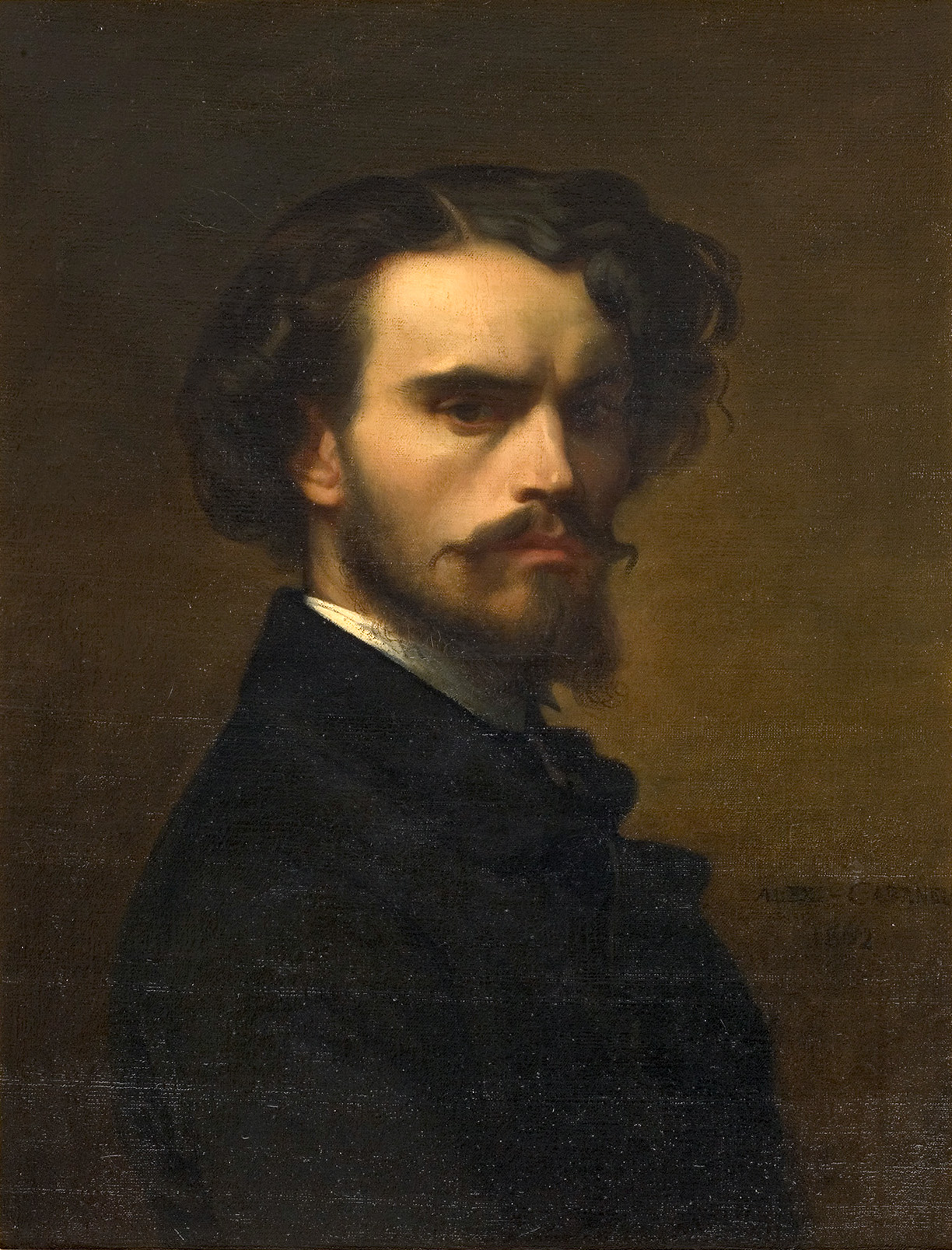
Autoportrait, Alexandre Cabanel.

Elle porte le nom d’Alexandre Cabanel (1823-1889), peintre français.

## Historique
Cette rue qui a été ouverte en 1789 faisait partie du chemin de ronde du mur des Fermiers généraux. Elle a reçu en 1890 le nom de « rue Alexandre-Cabanel ».
Selon Lucien Lambeau, de nombreuses maisons abritant des guinguettes entouraient la barrière de l'École-Militaire.